# STS-84

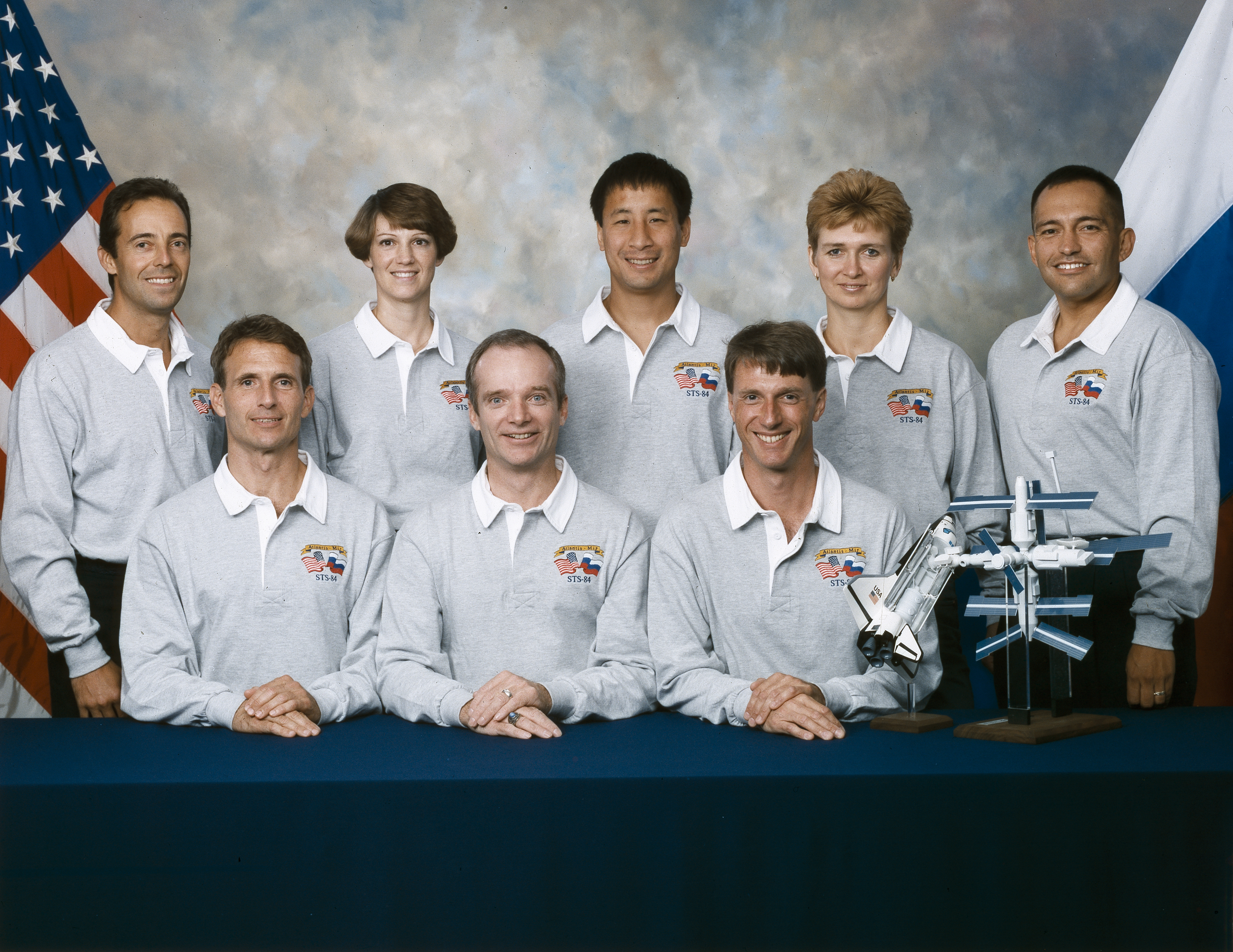
Екіпаж STS-84

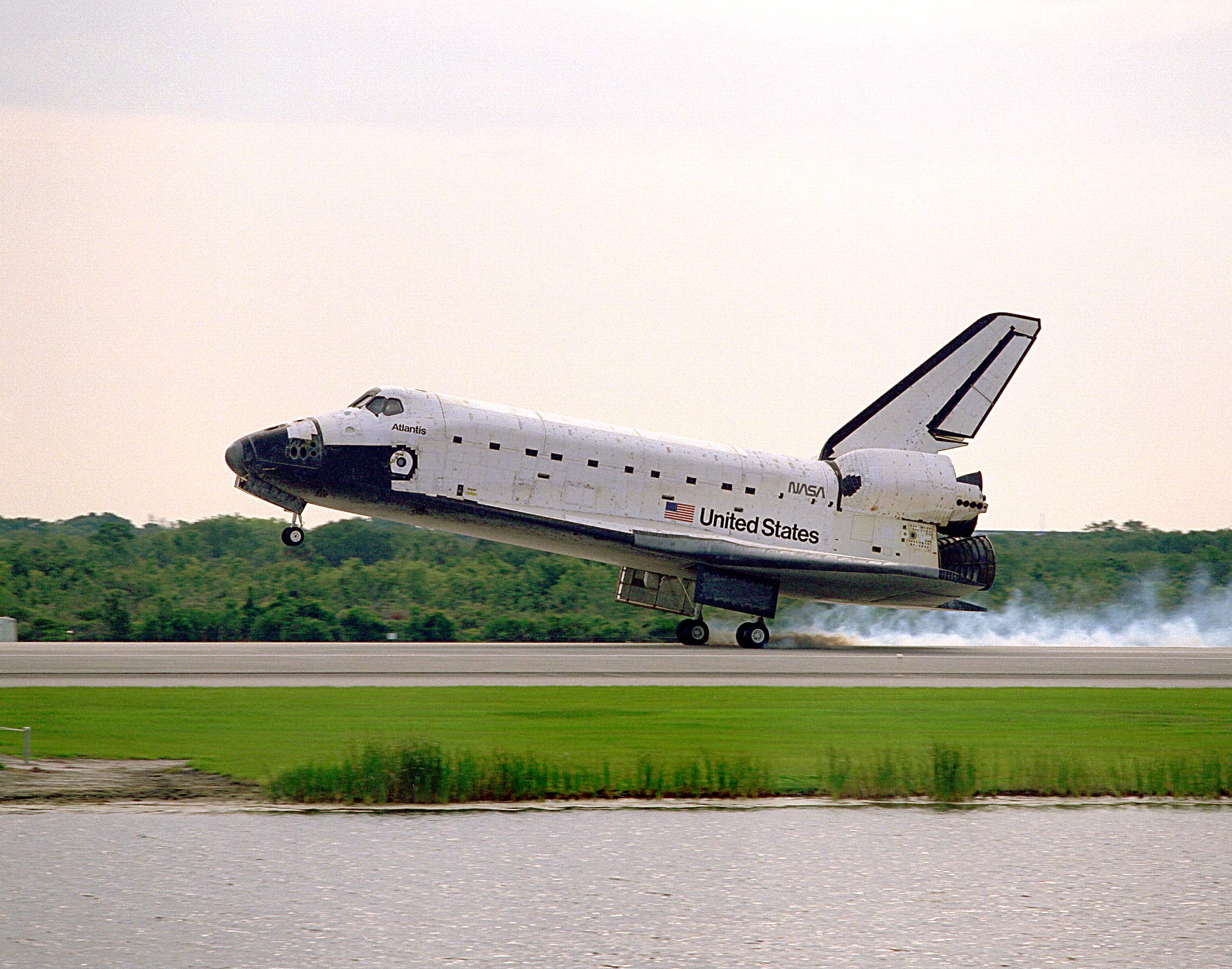
Посадка STS-84

STS-84 — 84-й старт шатлів у рамках програми «Спейс Шаттл» і 19-й космічний політ «Атлантіса» здійснений 15 травня 1997 року. У програму польоту входило проведення шостого стикування шатла з російською орбітальною станцією «Мир», доставка і повернення вантажів, ротація екіпажу станції, виконання різних експериментів. Астронавти провели в космосі близько 9 днів і успішно приземлилися на аеродромі КЦ Кеннеді 24 жовтня 1997 року.

## Екіпаж
- (НАСА): Чарлз Прекорт (3)[2] — командир.
- (НАСА): Айлін Коллінз (2) — пілот.
- (ЄКА): Жан -Франсуа Клервуа (2) — фахівець польоту.
- (НАСА): Карлос Норьєга (1) — фахівець польоту.
- (НАСА): Едвард Лу (1) — фахівець польоту.
- (Роскосмос): Олена Кондакова (2) — фахівець польоту.
- (НАСА): Колін Фоул (4) — фахівець польоту, посадка.
- (НАСА): Джеррі Ліненджер (2) — фахівець польоту.